# Barbara Matys-Wysiadecka
Barbara Matys-Wysiadecka ps. Baśka, Baśka Bomba (ur. 10 marca 1923 w Warszawie, zm. 23 sierpnia 2023) – polska pielęgniarka, członkini Armii Krajowej, uczestniczka powstania warszawskiego.

## Życiorys
Przed wybuchem II wojny światowej mieszkała w Skolimowie, gdzie ukończyła szkołę powszechną. Następnie uczęszczała do Prywatnego Żeńskiego Gimnazjum i Liceum Anny Jakubowskiej, w którym zdała maturę w czerwcu 1939 roku. Plany studiów medycznych pokrzyżował wybuch wojny. Podczas kampanii wrześniowej zgłosiła się jako ochotniczka do pracy w szpitalu polowym w Skolimowie, gdzie jedną z instruktorek wytypowała ją do warszawskiej Szkoły Pielęgniarstwa PCK. Szkołę tę ukończyła w 1943 roku, uzyskując dyplom pielęgniarki.
Od 1940 roku była członkinią Wojskowej Służby Kobiet Armii Krajowej, a od kwietnia 1942 roku została włączona do Kobiecych Patroli Minerskich. W chwili wybuchu powstania warszawskiego miała przydział do Biura Informacji i Propagandy Komendy Głównej AK, do Oddziału Osłony Tajnych Wojskowych Zakładów Wydawniczych. Brała udział m.in. w zdobyciu Poczty Głównej (1−2 sierpnia) oraz gmachu PAST-y (2−20 sierpnia). Po upadku powstania trafiła najpierw do obozu przejściowego w Ożarowie Mazowieckim (filia Dulagu 121 Pruszków), a następnie do Stalagu 344 Lamsdorf. Stamtąd została przetransportowana do Mühlbergu nad Elbą, a następnie do Stalagu IV-B/H Zeithain, gdzie pełniła służbę pielęgniarską. Tam też doczekała wyzwolenia w kwietniu 1945 roku.
Po powrocie do Polski zdała maturę i zamieszkała w Skolimowie. Działała w środowiskach mikołajczykowskiego Polskiego Stronnictwa Ludowego, wskutek czego dwukrotnie została aresztowana przez Urząd Bezpieczeństwa. Wobec braku dowodów została szybko zwolniona, jednak wystawiona przez UB negatywna opinia uniemożliwiła jej zdawanie na studia medyczne we Wrocławiu. W kolejnych latach pracowała jako pielęgniarka w Zakładzie dla Dzieci Małych w Buczu, Zakładzie Dziecięcym BCG w Śródborowie oraz w Zakładzie Dzieci Niepełnosprawnych w Konstancinie. W 1962 roku zatrudniła się w konstancińskim Stołecznym Centrum Rehabilitacji „Stocer”, gdzie pracowała do przejścia na emeryturę w 1981 roku.
W 1951 roku wyszła za mąż za inżyniera Bogdana Wysiadeckiego. Małżeństwo miało jednego syna - Piotra.

## Odznaczenia
Za swe zasługi została odznaczona: Krzyżem Kawalerskim Orderu Odrodzenia Polski (2007), Złotym Krzyżem Zasługi (1974), Krzyżem Walecznych (1944), Warszawskim Krzyżem Powstańczym (1995), Krzyżem Armii Krajowej (1972), Odznaką Pamiątkową Akcji „Burza” (1948), Odznaką żołnierzy Kedywu Okręgu Warszawa AK (1989), Złotą Odznaką Honorową „Za Zasługi dla Warszawy” (1979), Odznaką Honorową PCK III stopnia (1973) oraz Odznaką honorową „Za wzorową pracę w służbie zdrowia” (1974).